# Transylvania Open
Transylvania Open — жіночий тенісний турнір, що проводиться під егідою Жіночої тенісної асоціації на закритих кортах із твердим покриттям у місті Клуж-Напока, Румунія з 2021 року. Належить до категорії WTA 250.

## Фінали

### Одиночний розряд
| Рік  | Чемпіонка          | Фіналістка          | Рахунок       |
| ---- | ------------------ | ------------------- | ------------- |
| 2021 | Анетт Контавейт    | Сімона Халеп        | 6–2, 6–3      |
| 2022 | Ганна Блінкова     | Жасмін Паоліні      | 6–2, 3–6, 6–2 |
| 2023 | Тамара Корпач      | Елена-Габріела Русе | 6–3, 6–4      |
| 2024 | Кароліна Плішкова  | Ана Богдан          | 6–4, 6–3      |
| 2025 | Анастасія Потапова | Лучія Бронцетті     | 4–6, 6–1, 6–2 |

### Парний розряд
| Рік  | Чемпіонки                       | Фіналістки                               | Рахунок          |
| ---- | ------------------------------- | ---------------------------------------- | ---------------- |
| 2021 | Ірина Бара Екатеріне Горгодзе   | Александра Крунич Леслі Паттінама Кергов | 4–6, 6–1, [11–9] |
| 2022 | Кірстен Фліпкенс Лаура Зігемунд | Камілла Рахімова · Яна Сізікова          | 6–3, 7–5         |
| 2023 | Джоді Барридж Джил Тайхманн     | Леолія Жанжан Валерія Страхова           | 6–1, 6–4         |
| 2024 | Кеті Макнеллі Ейжа Мугаммад     | Гаррієт Дарт Тереза Михалкова            | 6–3, 6–4         |
| 2025 | Магалі Кемпен Анна Сіскова      | Жаклін Крістіан Анджеліна Морателлі      | 6–3, 6–1         |